# Norberto Scoponi
Norberto Scoponi (13 de gener de 1961) és un exfutbolista argentí.

## Selecció de l'Argentina
Va formar part de l'equip argentí a la Copa del Món de 1994 però no disputà cap partit.